# Покаржевский, Борис Васильевич
Борис Васильевич Покаржевский (1920—2016) — советский хозяйственный, государственный, политический и театральный деятель.

## Биография
Родился в 1920 году в Москве.
Комсомольский работник в городе Москве, комсомольский вожак театрально-художественного училища.
Во время ВОВ по состоянию здоровья освобожден от военной службы, работал директором фабрично-заводского училища, в котором ранее учился (на электросветотехническом отделении).
С 1946 года член КПСС.
В 1953 году заочно окончил театроведческий факультет ГИТИС.

### Работа в Минкульте
В конце 1950-х — начале 1960-х — работает в Министерстве культуры СССР, секретарь парткома.
Осенью 1962 года Покаржевский сопровождал труппу Большого Театра на гастролях в США; Майя Плисецкая в мемуарах презрительно отметила его «широкие крестьянские стопы» и намекнула: «Взяли Покаржевского в поездку со стороны, ведомо с какой, в театре он не работал.».
В начале 1963 года Покаржевский выступал против выпуска пластинок с колокольным звоном:

Как-то раз «вездесущий» Глазунов уговорил министра культуры Е. А. Фурцеву записать звон ростовских колоколов. Сделать это было нелегко. Звонари-то почти все тогда повывелись. Да и чиновники от партии и культуры приходили в «мистический ужас», причитая: «звон колоколов — это же музыкальный опиум!» Екатерина Алексеевна, однако же, была женщиной решительной и сказала: «От одной пластинки не отравитесь, а для Запада — свидетельство широты взглядов».— Валерий Ганичев

Звоны были записаны, но кто будет выпускать пластинку? Секретарь парткома Министерства культуры СССР, где я работал, Б. В. Покаржевский, пригласил меня к себе и «отечески» наставил:
— Мне сказали, что ты «Ростовские звоны» студии грамзаписи усиленно навязываешь. А ведь музыка-то церковная…
Всё застопорилось — «опиум для народа».— Владимир Десятников

### Работа в МХАТ
В 1963-65 гг. Покаржевский — директор МХАТа.
Осенью 1963 года он анонсировал такие пьесы МХАТ:
- «Платон Кречет» А. Корнейчука
- «Бронепоезд 14-69» Вс. Иванова
- «Иду на грозу» Д. Гранина в постановке В. Богомолова
- «Егор Булычев и другие» М. Горького в постановке Б. Ливанова

Летом 1964 года МХАТ гастролировал в Лондоне и Париже.
Осенью 1964 года Покаржевский анонсировал следующие пьесы МХАТ в 67-м сезоне (1964/65):
- «Я вижу солнце!» Н. Думбадзе и К. Лордкипанидзе в постановке Д. Алексидзе
- «Утоление жажды» Ю. Трифонова и А. Морова в постановке А. Гинзбурга
- «Три долгих дня» Г. Беленький, постановщик В. Монюков
- «6 июля» М. Шатров в постановке Л. Варпаховского
- «Зима тревоги нашей» Д. Стейнбек, постановка В. Маркова
- «Ревизор» Н. Гоголя в постановке М. Кедрова
- «Плот» Ю. Петухов, режиссёр Г. Конский
- «Чти отца своего» В. Лаврентьева, режиссёр И. Тарханов

В феврале 1965 года в рамках программы культурного обмена МХАТ выезжал в США с тем же репертуаром: «Мертвые души», «Вишневый сад», «Три сестры» и «Кремлёвские куранты» Погодина За 25 дней советские артисты дали 31 представление.
В США Покаржевский встречался с чернокожим президентом актёрского профсоюза AEA Фредериком О’Нилом и сказал ему: «Музы поют, когда пушки молчат».

По окончании американских гастролей Покаржевский заявил корреспонденту ТАСС: 
Мы очень довольны гастролями. Мы видели, как горячо принимала спектакли публика. Американская пресса оценила наши выступления восторженнее, чем в Париже и Лондоне, хотя и там театр имел большой успех.

### Работа в Свердловском райкоме
Во второй половине 1960-х Покаржевский — первый секретарь Свердловского райкома КПСС города Москвы. В Свердловском районе расположены театры: ГАБТ СССР, Кремлёвский Дворец съездов, Малый академический театр, МХАТ им. Горького.
В феврале 1968 года Покаржевский выступил с отчётным докладом на XXIII отчетно-выборной партконференции Свердловского района; в докладе подчёркивалась необходимость «решительно выступать против любого отступления от партийных принципов, развития искусства социалистического реализма», высказаны замечания в адрес управления культуры исполкома Моссовета, которое ещё «недостаточно влияет на формирование репертуара». В работе конференции приняли участие члены ЦК КПСС Н. К. Байбаков и В. А. Кириллин, заместитель заведующего отделом организационно-партийной работы ЦК КПСС П. П. Анисимов, секретарь МГК КПСС А. П. Шапошникова.
C февраля по октябрь 1968 года в «Советской России» прошла кампания против театров
8 декабря 1968 г. Покаржевский переизбран секретарём на пленуме Свердловского райкома.
Покаржевский — делегат XXII, XXIII и XXIV съездов КПСС.

### Работа в Мосгорисполкоме[18]
C 22 декабря 1970 года по 14 ноября 1975 года — начальник Главного управления культуры Мосгорисполкома.
Анатолий Черняев, читавший в то время стенограммы многочисленных обсуждений «прогонов» спектаклей театра на Таганке, отметил в своём дневнике «убогие и страшные высказывания начальника управления культуры Покаржевского»
С 29 декабря 1977 по 19 марта 1984 г. — Председатель Комиссии Исполкома Моссовета по кинорепертуару.
С 14 ноября 1975 года до 11 марта 1986 года — исполняющий обязанности и Секретарь Исполкома Моссовета.
С 12 мая 1976 года по 31 июля 1984 года — Председатель Комиссии по контролю за проектированием и сооружением памятников [и монументов] в г. Москве Исполкома Моссовета.
На этой должности в 1984 году Покаржевский отклонил просьбу АН СССР об установке мемориальной доски на доме № 11 по Новослободской ул. в память видного отечественного ученого Николая Тихомирова, основателя первой в Советском Союзе организации по ракетной технике, разработавшей реактивные снаряды прославленной «катюши».
В 1984 году — заместитель председателя Оргкомитета международных соревнований «Дружба-84».
С 1986 года — персональный пенсионер.
В 1988 году популярные писатели В. Каверин, М. Алексеев, А. Вознесенский, С. Залыгин, Е. Евтушенко, Ю. Черниченко публично выступили против многоэтажной застройки Ново-Переделкино на основании «секретного» решения Мосгорисполкома № 1332 от 5 мая 1985 г., подписанного В. Ф. Промысловым и Б. В. Покаржевским. По мнению писателей это строительство рассекает Переделкино надвое, «ставит под прямую угрозу само существование заповедных переделкинских мест» и «влечет за собой ощутимые негативные последствия экологического, социального и экономического порядка для Москвы и москвичей».

### Работа в Мэрии Москвы
C 1995 года — член Комиссии при Управлении кадров мэрии Москвы.
С 31 мая 2001 года — член Совета старейшин при Мэре Москвы (Совет упразднён в 2012 году).

## Семья
Супруга — Покаржевская Раиса Ивановна (1923), ветеран ВОВ.